# كارلوس جوزيه كاستشيلو
كارلوس جوزيه كاستشيلو (بالبرتغالية: Carlos José Castilho‏) (مواليد 27 نوفمبر 1932) هو لاعب كرة قدم. يلعب مع منتخب البرازيل لكرة القدم. سبق له أن لعب في كأس العالم لكرة القدم مع منتخب بلاده.

## روابط خارجية
- كارلوس جوزيه كاستشيلو على موقع الاتحاد الدولي (مؤرشف)  (الإنجليزية)
- كارلوس جوزيه كاستشيلو على موقع قاعدة بيانات كرة القدم.إي يو (الإنجليزية)
- كارلوس جوزيه كاستشيلو على موقع ناشيونال فوتبول تيمز (الإنجليزية)